# Fågelvik (herrgård)
Fågelvik (även Fogelvik) är en herrgård i Tryserums socken i Valdemarsviks kommun, Småland (Östergötlands län).

## Historik
Den nuvarande herrgårdsanläggningen som är belägen på en holme i Östersjön uppfördes på 1770-talet. Dess medeltida föregångare är känd sedan 1300-talet och förstördes under Dackefejden (1542–43).
Fågelviks första kända ägare var fru Margareta Sunesdotter (Båt), en syster till den bekante Erengisle jarl och änka efter lagmannen i Tiohärad, riddaren Ulf Abjörnsson (Sparre av Tofta). Godset ärvdes 1429 av hennes styvsons dotterson, Karl Knutsson (Bonde). Han tycks ha gett bort Fågelvik till sin dotter Kristina omedelbart efter hennes bröllop (1446) med riddaren Erik Eriksson, stamfader för svenska ätten Gyllenstierna, i vars ägo Fågelvik blev kvar till början av 1700-talet, då det genom greve Nils Gyllenstiernas dotters giftermål (1711) med greve Arvid Horn överfördes till ätten Horn af Kanckas.
År 1812 såldes Fågelvik till kammarherre Carl Henrik Posse. Han lät anlägga en ostfabrik införde växelundervisning vid godsets skola och förbättrade jordbruksmetoder med mera. Carl Henrik Posses bror Arvid var gift med Christine Bonaparte, som 1819 besökte Fågelvik och där väckte uppmärksamhet genom sitt säregna beteende. Efter Carl Henrik Posses död 1823 ärvde hans hustru Adine de Bréant Fågelvik. Hon gav sig dock av från Sverige och återvände till Frankrike, varifrån hon vid sin död testamenterade herrgården till Carl Henriks yngste bror, generalmajor Claes Fredrik Posse. Hans änka grevinnan Vilhelmina Posse sålde Fågelvik 1851 till dåvarande kronprinsen Karl, som 1855 avyttrade det till friherre Anders Koskull. Från 1857 tillhörde det friherre Karl Raab och dennes son. År 1905 inköptes det av grosshandlaren Gustaf Andersson i Örebro. Efter att under en längre tid 1910–1981 ha ägts inom släkten Lybeck ägs Fågelvik i avstyckat skick, omfattande huvudbyggnad, park och trädgård, numera (2008) av familjen Mannfalk. Jordegendomen ägs (2008) av familjen Hopkins.
Resterna efter den medeltida borgen som omgavs av vallgravar kan fortfarande ses vid en uppgrundad vik vid Gloet, en och en halv kilometer söder om den nuvarande herrgården. Den brändes ned i samband med Dackefejden och återuppbyggdes då på sin nuvarande plats. Vid inloppet anlades en skans till skydd för herrgården, Wammerskans eller Stjärneskans på Stjärnö kalv. När Nils Gyllenstierna blev greve beslutade han sig för att uppföra en ny ståtligare herrgård. Ritningarna utarbetades av stadsbyggmästaren i Bremen A. Dreyer och 1719 stod den färdig. Kapellet var möjligen färdigställt först på 1730-talet.
Den nuvarande herrgården från 1770-talet byggdes förmodligen efter ritningar av Carl Hårleman, reviderade av Jean Eric Rehn. Huvudbyggnaden består av två våningar med två par envåningsflyglar. Huvudbyggnaden har kvar den ursprungliga inredningen i flera rum. Fågelvik blev byggnadsminne 1983.
På godset bodde på 1700-talet spelmannen Andreas Dahlgren.